# Lyme Park

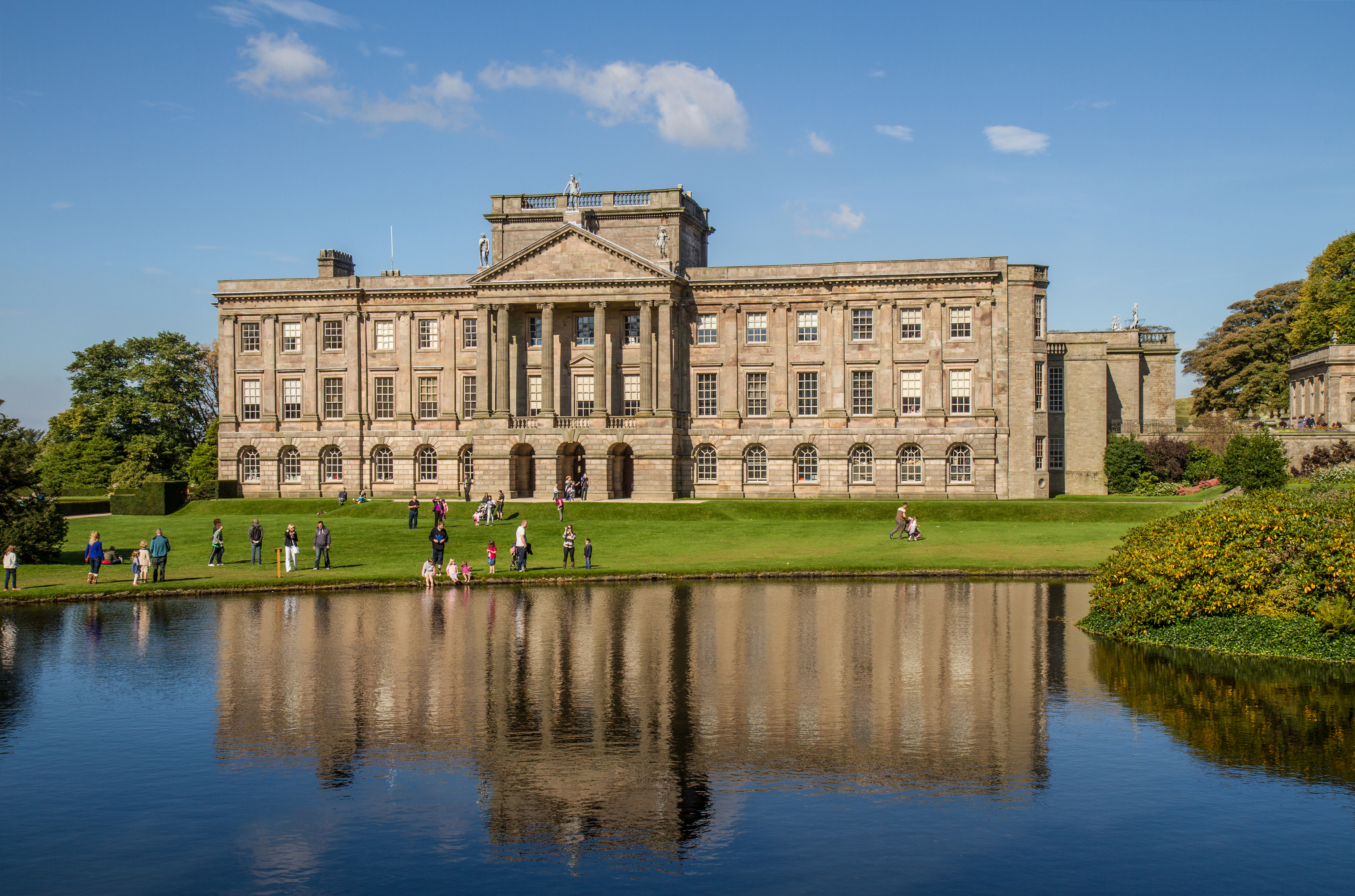
Südfassade des Herrenhauses mit Rasenfläche südlich des Hauses und Teich

Lyme Park ist ein großer Gutshof südlich des Dorfes Disley in der englischen Grafschaft Cheshire. Das Anwesen wird vom National Trust verwaltet und besteht aus einem Herrenhaus und formellen Gärten, die von einem Rehpark im Peak-District-Nationalpark umgeben sind. Das Herrenhaus ist das größte in Cheshire, und wurde von English Heritage als historisches Gebäude I. Grades gelistet.
Der Gutshof wurde 1346 Sir Thomas Danyers zu Lehen gegeben und fiel 1388 durch Heirat an die Leghs of Lyme. Er blieb bis 1946 im Besitz dieser Familie und wurde dann an den National Trust übergeben. Das heutige Herrenhaus stammt aus der zweiten Hälfte des 16. Jahrhunderts. In den 1720er-Jahren wurde es von Giacomo Leoni modifiziert, wobei dieser einige elisabethanische Ausstattungsdetails entfernte und sie durch andere ersetzte, besonders im Hof und im Südflügel. Es ist schwierig Leonis Arbeit im Lyme Park zu klassifizieren, weil sie sowohl palladianistische als auch barocke Elemente enthält. Weitere Modifikationen nahm Lewis Wyatt im 19. Jahrhundert vor, insbesondere an den Innenräumen. Formelle Gärten wurden Ende des 19. und Anfang des 20. Jahrhunderts angelegt. Haus, Gärten und Park dienten als Filmkulisse und sind öffentlich zugänglich. Das Lyme Caxton Missal ist in der Bibliothek ausgestellt.

## Geschichte

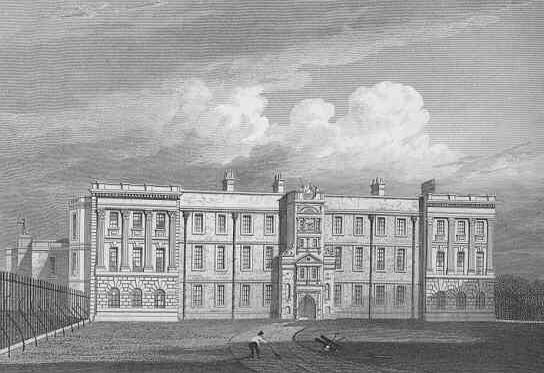
Die Nordfassade von Lyme Park aus Jones’ Views of the Seats of Noblemen and Gentlemen (1819)

Das Land, auf dem heute Lyme Park liegt, wurde Sir Thomas Danyers 1346 von König Eduard III. für seine Dienste an dem Schwarzen Prinz in der Schlacht bei Crécy zu Lehen gegeben. Nach dem Tod von Sir Thomas fiel der Gutshof an seine Tochter Margaret, die 1388 Piers Legh I. heiratete. Richard II. zählte Piers zu seinen Favoriten und verlieh ihm 1397 ein Wappen. Allerdings wurde Piers zwei Jahre später von Richards Rivalen um den englischen Thron, Henry Bolingbroke, hingerichtet.
Als Piers Legh II. in der Schlacht von Agincourt verwundet wurde, stellte sich sein Mastiff über ihn und beschützte ihn so viele Stunden lang. Der Mastiff wurde später in Leghs Haus zurückgebracht und wurde zum Urvater der Lyme Hall Mastiffs. Sie wurden im Gutshof gezüchtet und von anderen Zuchtlinien getrennt gehalten und begründeten so im Wesentlichen die neue Rasse. Diese Zuchtlinie starb Anfang des 20. Jahrhunderts aus.
Erstmals wird in einem handgeschriebenen Folianten von 1465 ein Haus auf dem Anwesen urkundlich erwähnt, aber dieses wurde abgerissen, als unter Piers Legh VII. Mitte des 16. Jahrhunderts der Bau des heutigen Hauses begann. Dieses Haus von einem unbekannten Baumeister hatte eine L-Form mit einem Ost- und einem Nordflügel. Im Laufe des 17. Jahrhunderts entstanden nach und nach weitere Anbauten. In den 1720er-Jahren fügte Giacomo Leoni, ein Baumeister aus Venedig, einen Südflügel hinzu, schuf so einen Hof und führte weitere Veränderungen durch. Er erhielt einen Teil der elisabethanischen Details und viele seiner Veränderungen waren eine Mischung aus Palladianismus und englischem Barock. In der zweiten Hälfte des 18. Jahrhunderts kaufte Piers Legh XIII. die meisten Möbel, die sich heute noch im Haus befinden. Aber das Vermögen der Familie Legh schwand und das Herrenhaus begann zu verfallen. Anfang des 19. Jahrhunderts gehörte der Gutshof Thomas Legh, der Lewis Wyatt mit der Restaurierung des Hauses in den Jahren 1816–1822 beauftragte. Wyatts Veränderungen betrafen hauptsächlich die Innenräume; er veränderte tatsächlich jeden einzelnen Raum. Leoni wollte eine Laterne auf den Südflügel aufsetzen, dies wurde aber nie realisiert. Stattdessen setzte Wyatt eine turmähnliche Struktur auf, in der Schlafräume für die Dienerschaft untergebracht wurden. Er schuf auch einen einstöckigen Anbau an den Ostflügel, in den ein Speisezimmer eingebaut wurde. Später im selben Jahrhundert ließ William Legh Stallungen und weitere Nebengebäude an den Gutshof anbauen und einen Holländischen Garten anlegen. Thomas Legh und seine Gattin ließen Anfang des 20. Jahrhunderts weitere Veränderungen an den Gärten vornehmen. 1946 überschrieb Richard Legh Lame Park an den National Trust.

## Herrenhaus

### Baukörper und Fassaden

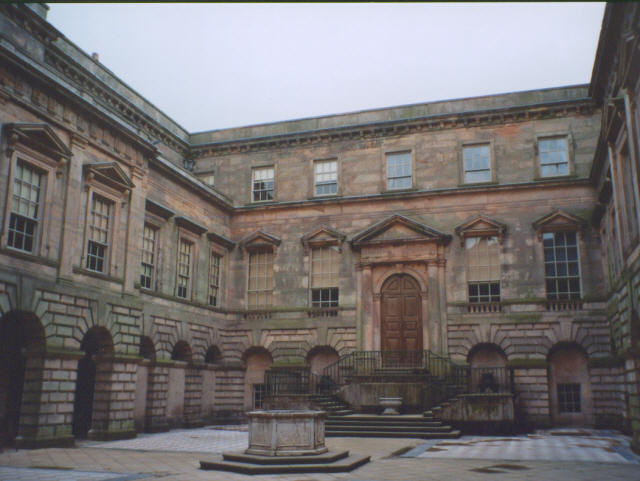
Hof mit Haupteingang

Das Herrenhaus ist das größte in Cheshire mit einer Grundfläche von 58 m × 40 m um einen Hof. Der ältere Teil ist aus groben, rötlich-gelben Sandsteinquadern mit Verblendungen aus Sandstein gebaut. Die jüngeren Teile sind aus Sandstein-Werkstein gefertigt. Das gesamte Haus ist in walisischem Schiefer gedeckt. Die symmetrische Nordfassade hat 15 Joche und 3 Stockwerke; das mittlere Joch enthält den leicht vorspringenden Eingangsbereich.  Der mit Bögen versehene Eingang in diesem Joch besitzt dorische Säulen mit einer Wandnische auf jeder Seite. Über dem Eingang befinden sich drei weitere dorische Säulen mit einem Ziergiebel und darüber noch einmal drei weitere Säulen. Über all dem sind vier weitere Säulen mit einem offenen Ziergiebel, der ein Bild der Göttin Minerva trägt, angebracht. Der Architekturhistoriker Nikolaus Pevsner nennt diesen Eingangsbereich „den verrücktesten elisabethanischen Frontspieß“. Die drei äußersten Joche auf jeder Seite springen leicht vor. Das Erdgeschoss dieser Joche ist rustiziert und ihre oberen Stockwerke werden durch große korinthische Pfeiler unterteilt.
Die Westfassade ist in neun Joche unterteilt und hat ebenfalls drei Stockwerke. Die beiden äußersten Joche auf jeder Seite springen vor. Die Fassade ist im Erdgeschoss rustiziert und in den oberen Geschossen glatt.

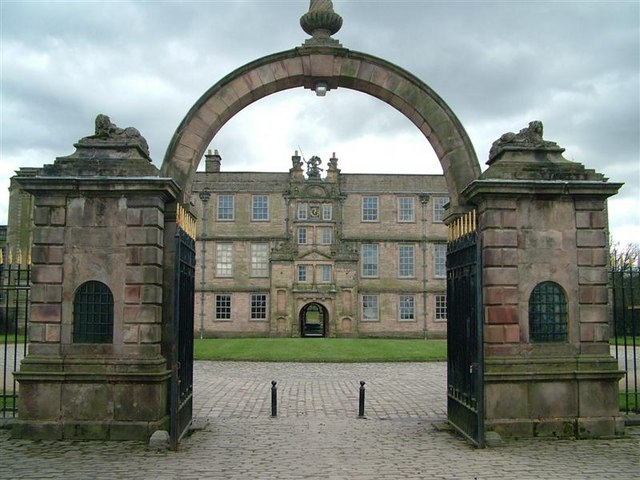
Nordfassade des Herrenhauses durch das Einfahrtstor gesehen

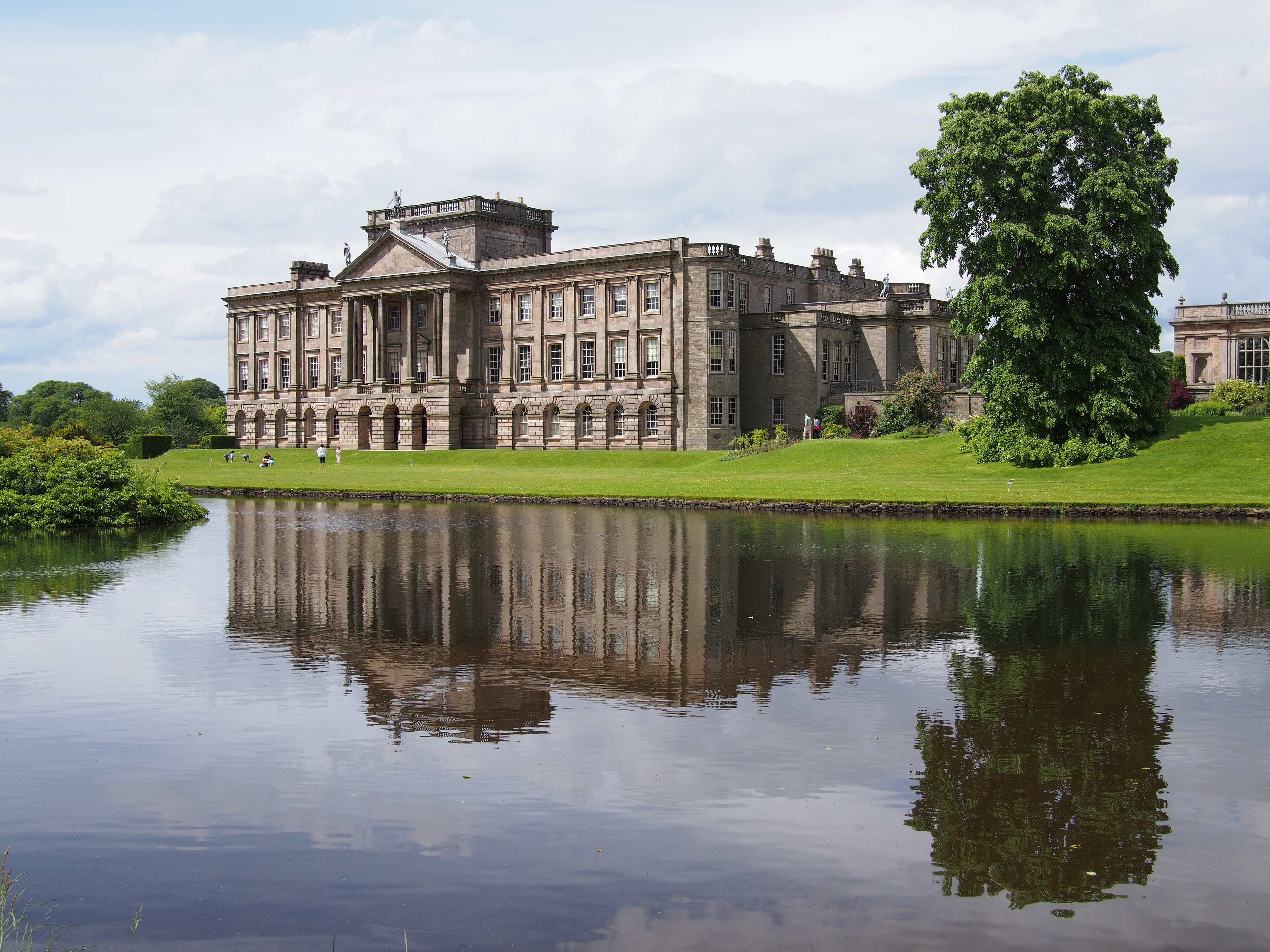
Südfassade über den Teich

Die symmetrische Südfassade mit 15 Jochen und drei Stockwerken ist dem Teich zugewandt und wurde von Leoni geschaffen. Auch wenn Leoni von den Werken und Prinzipien von Andrea Palladio beeinflusst wurde, stimmen doch Pevsner und die Autoren der National Heritage List of England darin überein, dass der Stil dieser Fassade eher barock als palladianistisch ist. Das Erdgeschoss ist rustiziert und hat Bogenfenster und die oberen Stockwerke sind glatt und haben rechteckige Fenster. Die mittleren drei Joche bilden einen Portikus, dessen Erdgeschoss drei Bögen besitzt. Darüber steigen vier riesige, schlanke ionische Säulen auf, die einen dreieckigen Ziergiebel stützen. Auf dem Ziergiebel stehen drei Bleistatuen, die die griechischen Götter Neptun, Venus und Pan zeigen. Der Ziergiebel verdeckt teilweise Wyatts blind balustriertes Dachgeschoss aus Werkstein. Die anderen Joche werden durch glatte ionische Säulen voneinander getrennt und die äußeren drei Joche auf jeder Seite springen leicht vor.
Die Ostfassade mit drei Stockwerken und neun Jochen ist hauptsächlich in elisabethanischem Stil gehalten. Wyatts einstöckiger Anbau springt aus der Mitte vor.
Der Innenhof wurde von Leoni umgebaut, der ihn mit einem rustizierten Kreuzgang auf allen vier Seiten versah. Oberhalb des Kreuzganges unterscheiden sich die Baustile auf allen Seiten, wenn auch alle Fenster im ersten Obergeschoss, der Beletage, Ziergiebel haben. An der Westseite befindet sich ein nur ein Joch breites Mittelstück mit einem Fenster zwischen zwei dorischen Pfeilern, an der Süd- und Nordseite befinden sich je drei Fenster mit vier gleichartigen Pfeilern und an der Ostseite ist das große Eingangsportal mit toskanischen Ädikulä. Dieser Eingang befindet sich zwischen Erdgeschoss und erstem Obergeschoss und ein symmetrisch angeordnetes Treppenpaar mit eisernen Balustraden führt dorthin, das 1734 von John Gardom aus Baslow in Derbyshire geschaffen wurde. In der Mitte des Innenhofes befindet sich eine Brunneneinfassung im italienischen Renaissancestil, der von gewürfeltem weißen und rosafarbenen Stein umgeben ist, der Marmor simulieren sollte.

### Innenräume
Die Eingangshalle im Ostflügel wurde von Leoni umgestaltet. Sie ist asymmetrisch und enthält riesige Pfeiler und einen Schirm von drei schlanken, ionischen Säulen. Der Durchgang zum Innenhof hat einen offenen Ziergiebel. Ein an Scharnieren angeschlagenes Bild kann aus der Wand ausgeschwenkt werden und enthüllt eine Lepraspalte, durch die man in die Eingangshalle sehen kann. Ebenfalls befinden sich Bildwirkereien in der Eingangshalle, die zwischen 1623 und 1636 in Mortlake gewebt wurden. Sie befanden sich ursprünglich im Londoner Haus der Familie Legh am Belgrave Square und wurden erst 1903 nach Lyme Park gebracht. Um sie aufhängen zu können, musste der Innenarchitekt Amadée Joubert Änderungen vornehmen, z. B. die Entfernung des Tabernakels und Ausschnitte an vier Pfeilern. Südlich der Eingangshalle liegt die Bibliothek und östlich davon Wyatts Speisezimmer, das eine Stuckdecke und eine geschnitzte Supraporte, beide im Stil des späten 17. Jahrhunderts, sowie einen Fries besitzt. Die Dekoration dieses Raumes gilt als frühes Beispiel von eduardischen Neubarocks.
Nördlich der Eingangshalle liegen die beiden wichtigsten elisabethanischen Räume, der Salon und das Hirsch-Wohnzimmer. Der Salon ist holzvertäfelt und hat unterbrochene Bögen darüber, die einen Marketeriefries bilden. Die Decke hat Fachwerkbänder, Beschlagwerkkartuschen und einen breiten Fries. Über dem offenen Kamin ist ein großer Kaminsims aus Stein angebracht, der mit Atlantenpaaren und Karyatiden verziert sind, die das Wappen von Elisabeth I. rahmen. Die Bleiglasfenster in diesem Raum stammen aus dem Mittelalter. Sie wurden aus dem ersten Haus in Lyme Park in die Marienkirche von Disley gebracht und 1835 nach Lyme Park zurückgebracht. Das Hirsch-Wohnzimmer besitzt einen Kaminsims, auf dem ein elisabethanisches Haus und Jagdszenen dargestellt sind. Auch enthält er das Wappen von Jakob I. Die anderen elisabethanischen Räume im Haus sind das Stein-Wohnzimmer im Erdgeschoss und die Lange Galerie, die sich im zweiten Obergeschoss im Ostflügel befindet. Die Lange Galerie ist ebenfalls mit einem Kaminsims ausgestattet, der das Wappen von Elisabeth I. zeigt. Das Haupttreppenhaus stammt aus der Zeit des Umbaus durch Leoni und hat eine Barockdecke. Der Salon befindet sich im ersten Obergeschoss des Südflügels hinter dem Portikus. Seine Decke ist im Rokokostil dekoriert und der Raum enthält Holzschnitzereien, die Grinling Gibbons zugeschrieben werden. Die Kapelle in der Nordostecke des Erdgeschosses enthält ebenfalls detailreiche Schnitzereien.

### Lyme Caxton Missal
Diese Messbuch gehörte der Familie Legh mindestens seit 1508. Es ist das einzig bekannte, fast vollständige Exemplar der frühesten Ausgabe eines Messbuches nach dem Sarum-Usus, das heute noch existiert. Als die Familie 1946 aus dem Herrenhaus auszog, nahmen sie das Messbuch mit und es wurde aus Sicherheitsgründen in der John Rylands Library in Manchester aufbewahrt. Ende der 2000er-Jahre erwarb es der National Trust und entschloss sich, es nach Lyme Park zurückzubringen. Zu dessen Ehren wurde die Ausgestaltung der Bibliothek in der Art restauriert, wie sie im 19. Jahrhundert war. Dies umfasste das Schleifen der Decke, die Wiederherstellung des Samtes für die Polster und die Vorhänge und die Tapezierung des Raumes mit dem Original nachempfundenen Tapeten.

## Anwesen
Das Herrenhaus ist von formellen Gärten umgeben, die 6 Hektar bedecken. Diese sind wiederum von einem 550 Hektar großen Rehpark umschlossen, der als Anlage II*. Grades gelistet ist. In den Gärten und im Rehpark gibt eine Reihe von Gebäuden und anderen Einrichtungen.

### Gärten

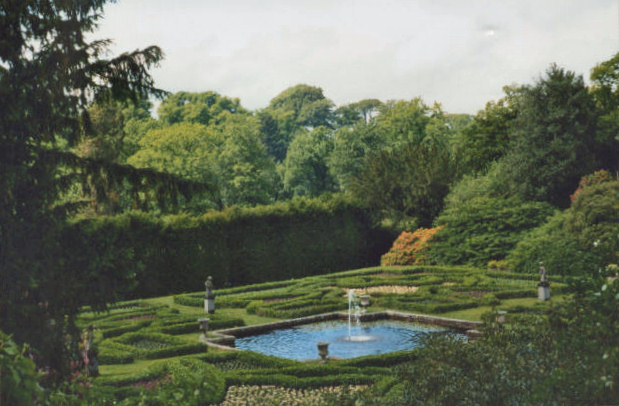
Holländischer Garten

Westlich des Herrenhauses befindet sich der frühere Mühlenteich. Von der Südseite des Hauses erstreckt sich eine Rasenfläche hinunter bis zu einem weiteren Teich, einem kleinen Tobel mit einer Steinbrücke. Dieses Gebiet heißt Killtime. Im Westen der Rasenfläche befindet sich der tiefer liegende Holländische Garten, den William Legh anlegen ließ. Er besteht aus formellen Blumenbeeten und einem Springbrunnen in der Mitte. Westlich, südlich und östlich der Orangerie gibt es weitere formelle Blumengärten, auch Rosengärten.

### Rehpark
Den Park ließ Piers Legh I. im 14. Jahrhundert einfrieden. Im 17. Jahrhundert ließ Richard Legh Avenues von Berg-Ahornen und Linden anlagen. Richards Sohn, Peter Legh XII., ließ weitere Bäume im Park anpflanzen und gab ihm so sein heutiges Aussehen. Heute grasen Rothirsche anstatt der Rehe, die zur Zeit der Einfriedung im Park lebten, auf dem Anwesen, ebenso wie Hochlandrinder. Früher gab es auch eine ungewöhnliche wilde weiße Rinderrasse mit roten Ohren im Park, aber sie ist 1884 ausgestorben. Damhirsche und Schafe grasen auch im Park.

### Gebäude und Einrichtungen

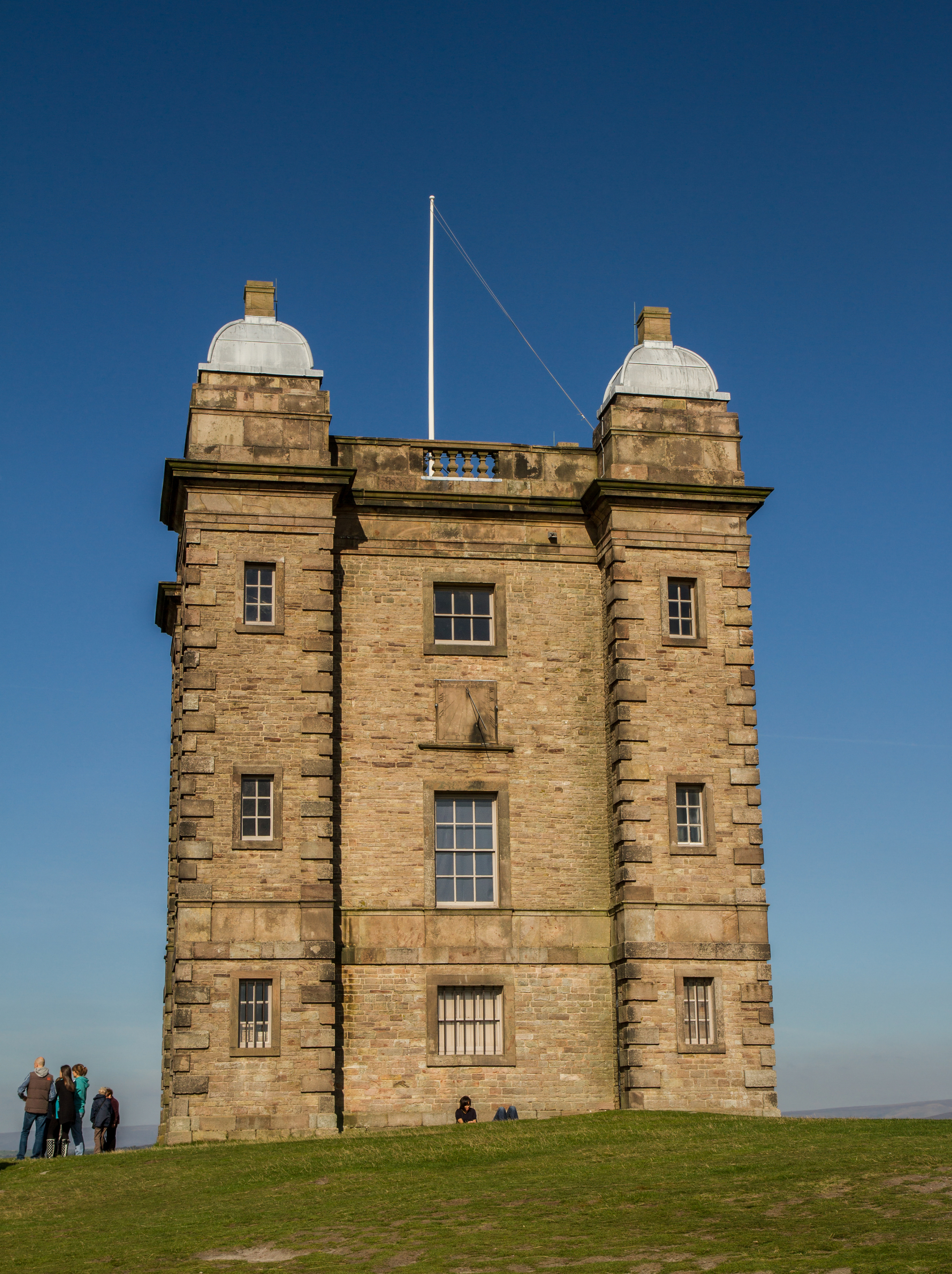
„The Cage“

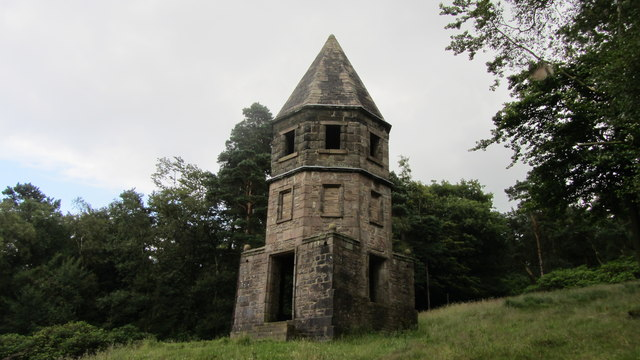
„The Lantern“

Das am besten sichtbare Gebäude im Park ist neben dem Herrenhaus ein Turm, der „The Cage“ genannt wird und auf einem Hügel östlich der Zufahrtsstraße zum Haus steht . Er war ursprünglich ein Jagdhaus und diente später als Wohnung für die Parkaufseher und Gefängnis. Das erste Gebäude an dieser Stelle entstand um 1580. Es wurde abgerissen und 1737 wiederaufgebaut, möglicherweise nach einem Plan von Leoni für Peter Legh X. Der Turm ist in grobem, rötlich-gelben Sandstein errichtet und hat Verkleidungen aus Sandstein-Werkstein. Sein Grundriss ist quadratisch. Er hat drei Stockwerke und an jeder Ecke ist ein eckiges Türmchen angesetzt, das von einer Laterne überragt wird. „The Cage“ wurde als historisches Gebäude II*. Grades gelistet. Ebenfalls im Park befindet sich die Paddock Cottage die Peter Legh IX. erbauen ließ. Sie wurde Anfang des 21. Jahrhunderts restauriert. Östlich davon liegen die Überreste des Stag House . Links des Hauses im Lantern Wood befindet sich ein Belvedere namens Lantern . Es wurde aus Sandstein gebaut und hat drei Stockwerke und einem Helm. Das unterste Stockwerk hat einen quadratischen Grundriss, während die oberen Stockwerke und der Helm achteckig sind. Das oberste Stockwerk und der Helm stammen von etwa 1580 und bildeten ursprünglich ein offenes Glockentürmchen auf dem nördlichen Torhaus. Dieses wurde bei der Restaurierung des Herrenhauses durch Wyatt entfernt und am heutigen Standort wiederaufgebaut. Das Belvedere ist als historisches Gebäude II*. Grades gelistet.
Direkt nordöstlich des Herrenhauses liegt die Orangerie, die 1862 von Alfred Darbyshire entworfen wurde. Die Orangerie ist mit dem Herrenhaus durch eine überdachte Passage verbunden, die Dark Passage genannt wird. Diese wurde 1815 von Wyatt für Sir Thomas Legh entworfen und ist als historisches Gebäude II. Grades gelistet. Weiter entfernt vom Herrenhaus, nordöstlich der Orangerie, liegen die Stallungen . Sie stammen von 1863 und wurden ebenfalls von Darbyshire entworfen. Sie wurden aus Sandstein um einen Innenhof herum gebaut und sind als historisches Gebäude II. Grades gelistet. Weitere Gebäude auf dem Anwesen, die als historische Gebäude II. Grades gelistet sind, sind das Fasanenhaus von etwa 1870, eine italienische Brunneneinfassung aus weißem Marmor etwa aus dem 18. Jahrhundert, der in der Mitte des Innenhofes des Herrenhauses liegt und um 1900 aus Venedig dorthin gebracht wurde, Sandstein-Hundehütten in H-förmigem Grundriss von etwa 1870, ein Paar von Gärtnerhütten von 1871, terrassierte Hangstützmauern westlich es Herrenhauses mit Mauerwerk aus dem 17. Jahrhundert und späteren Reparaturen, die Hütte, der Torrahmem und die Tore am Lyme Park Drive, die vorderen Torrahmen des Lyme Park Drive aus dem späten 17. Jahrhundert, die um 1860 an ihrem heutigen Standort versetzt wurden, die Torrahmen in der Red Lane und die Torrahmen, Tore und Geländer nördlich des Herrenhauses.

## Besichtigung und Veranstaltungen
Lyme Park gehört dem National Trust und wird von diesem auch verwaltet. Das Herrenhaus, die Gärten und der Park sind zu den veröffentlichten Zeiten öffentlich zugänglich. Alle außer den Mitgliedern des National Trust müssen für das Herrenhaus und die Gärten Eintritt bezahlen, der Parkplatz kostet extra. Auf dem Anwesen befinden sich Ladengeschäfte, ein Kiosk für Erfrischungsgetränke, ein Café und ein Restaurant. Das Lyme Caxton Missal (Messbuch) ist in der Bibliothek ausgestellt. Daneben findet sich dort eine interactive audiovisuelle Einrichtung mit Touch-Screen, die es ermöglicht, die einzelnen Seiten des Messbuches „umzublättern“ und die dort aufgeschriebenen Gesänge wie vor 500 Jahren zu singen. Im Park werden verschiedene Veranstaltungen durchgeführt. Die Bowmen of Lyme nutzen den Park zum Bogenschießen.

## In Film und Fernsehen
Lyme Park und sein Herrenhaus dienten etlichen Filmen und Fernsehsendungen als Kulisse. Die Außenansicht des Herrenhauses stellte Pemberley, den Landsitz von Mr Darcy in der BBC-Verfilmung von 1995 von Jane Austens Roman Stolz und Vorurteil dar. Ebenso diente es als Kulisse für die Red Dwarf-Episode Timeslides. Auch tauchte es im Film The Awakening von 2011 und 2014 in der zweiten Serie der Fernsehserie The Village auf.